# Weinroter Dotter-Täubling
Der Weinrote Dotter-Täubling (Russula decipiens) ist ein Pilz aus der Familie der Täublingsverwandten. Der sehr seltene, scharf schmeckende Täubling hat einen fleischrosa gefärbten Hut mit meist cremefarbener Mitte. Sein Sporenpulver ist intensiv dottergelb gefärbt. In Süddeutschland kann man den Täubling bisweilen in Eichenwäldern auf besseren Böden finden.

## Merkmale

### Makroskopische Merkmale
Der Hut ist 5–10(–12) cm breit und zuerst gewölbt, doch schon bald niedergedrückt. Der Rand ist lange Zeit eingebogen und im Alter leicht gefurcht. Die Huthaut ist glatt und glänzend und zum Teil über die Lamellen gezogen. Sie lässt sich abziehen und ist im Alter oft fein runzelig.
Die angewachsenen, ziemlich breiten Lamellen sind sehr spröde. Sie sind mehr oder weniger gegabelt, fast bauchig und stumpf. Bei jungen Fruchtkörpern sind sie gelb gefärbt, bei reifen satt orange. Das Sporenpulver ist dottergelb (IVd-e nach Romagnesi).
Der anfangs weiße Stiel ist (3–)6–8(–10) cm lang und 1,5–2,5 cm breit. Er ist fast zylindrisch oder leicht keulig geformt und wird im Alter hohl. Oben ist er oft bemehlt und sonst fein runzelig. Er verfärbt sich zusehends bräunlich und kann von der Basis her ein wenig grauen.
Das feste Fleisch ist schmutzig weißlich und im Mark fast gräulich. Es hat keinen oder nur einen schwachen, fruchtigen Geruch, der ein wenig an den Kirschroten Spei-Täubling erinnert. Der Geschmack ist mäßig scharf. Das Fleisch verfärbt sich mit Eisensulfat rosa-orange und mit Phenol rötlich braun. Auch mit Guajak reagiert es intensiv.

### Mikroskopische Merkmale
Die Sporen sind 8–10 µm lang und 7–8 µm breit und mit Warzen besetzt, die oft in kettenartigen Reihen stehen und stellenweise gratig verbunden sind.
Die Zystiden sind bis zu 100(–130) µm breit und 10–15(–20) µm lang. Sie sind spindelförmig bis bauchig, mehr oder weniger appendikuliert oder konisch zugespitzt.
Die keuligen Pileozystiden sind bis zu 100(–150) µm lang und 10–13 µm breit. Sie sind nicht oder einfach septiert. Die 3–2(–1) µm breiten Hyphen-Endzellen sind verlängert, gewunden oder selten keulig.

## Artabgrenzung
Recht ähnlich ist der Scharfe Zinnober-Täubling (Russula rubra), der aber kräftigere Rottöne hat.

## Ökologie
Der Weinrote Dotter-Täubling ist wie alle Täublinge ein Mykorrhizapilz, der mit verschiedenen Laubbäumen eine Symbiose eingehen kann. Als Wirte für eine symbiontische Partnerschaft können Hainbuchen, Rotbuchen und Eichen dienen. Man kann den Täubling bisweilen in lichten, sommerwarmen Hainbuchen-Eichen- und Rotbuchenwäldern mit eingemischten Eichen finden. Er kommt aber auch in Parkanlagen vor.
Der Pilz bevorzugt eher neurale bis alkalische, nährstoffreichere, sandig bis lehmige Böden über Kalk, basenreichen Silikaten und Mergeln. Die Fruchtkörper erscheinen vom Frühsommer bis in den Frühherbst.

## Verbreitung

Europäische Länder mit Fundnachweisen des Weinroten Dotter-Täublings.
Legende:
Länder mit Fundmeldungen
Länder ohne Nachweise
keine Daten
außereuropäische Länder

Der Weinrote Dotter-Täubling ist in Nordasien (Russland-Fernost), Nordafrika (Marokko) und Europa verbreitet. In Europa ist er von Spanien im Süden, über Frankreich, Benelux bis Großbritannien im Westen und bis nach Südskandinavien im Norden verbreitet. In Finnland kommt er nur auf Åland vor.
In Deutschland ist der Täubling sehr selten, nördlich des 53. Breitengrades fehlt er ganz. Auf der Roten Liste wird er in der Gefährdungskategorie RL2 geführt.

## Systematik

### Infragenerische Systematik
Der Weinrote Dotter-Täubling wird in die Untersektion Maculatinae (Urentinae) innerhalb der Sektion Insidiosinae (Subgenus Insidiosula) gestellt. Die Vertreter dieser Subsektion haben meist rote, gelb oder purpurrote Hüte. Sie schmecken scharf und haben ein gelbes Sporenpulver.

### Unterarten und Varietäten
- Russula decipiens var. vermiculata  Romagn.  (1988)

Der Hut ist 3–5 cm breit und ist rosa bis fleischrötlich gefärbt, dabei aber blasser als der Typ. Er hat eine cremefarbene Mitte und oft grau-weißliche Entfärbungen. Die Huthaut ist am Rand glänzend, in der Mitte eher matt. Sie lässt sich bis zu 1/3 des Radius abziehen. Die Lamellen sind goldgelb, das Sporenpulver intensiv dottergelb (IVe nach Romagnesi) gefärbt. Das Fleisch schmeckt sehr scharf, manchmal leicht bitter und neigt zum Gilben und Grauen. Der Täubling kann im Mittelmeergebiet unter Rotbuchen gefunden werden.

## Bedeutung
Der Weinrote Dotter-Täubling ist wie alle scharf schmeckenden Täublinge und wie alle Vertreter der Untersektion Maculatinae ungenießbar oder schwach giftig.